# جول فيرن

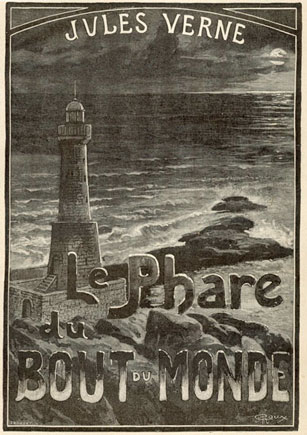
تعتبر "منارة نهاية العالم" واحدة من أفضل روايات المسرح الأدبي لجول فيرن.

جول غابرييل فيرن (بالفرنسية: Jules Verne) ؛ (8 فبراير 1828 - 24 مارس 1905)، روائي فرنسي، وشاعر، وكاتب مسرحي اشتهر بروايات المغامرة وله الأثر العميق في أدب الخيال العلمي.
أدى تعاونه مع الناشر "بيير جول هيتزل" إلى ابتكار سلسلة "الرحلات الاستثنائية" (Voyages Extraordinaires)، وهي مجموعة من روايات المغامرات الأكثر مبيعًا، ومنها:
- رحلة إلى مركز الأرض (1864)
- عشرون ألف فرسخ تحت الماء (1870)
- حول العالم في ثمانين يوما (1872)

وتدور أحداث رواياته عادةً في النصف الثاني من القرن التاسع عشر، مع الأخذ في الاعتبار المعرفة العلمية المعاصرة والتقدم التكنولوجي لتلك الفترة.
بالإضافة إلى رواياته، كتب العديد من المسرحيات، والقصص القصيرة، والسير الذاتية، والشعر، والأغاني، والدراسات العلمية والفنية والأدبية. تم تحويل أعماله إلى أفلام ومسلسلات تلفزيونية منذ بدايات السينما، بالإضافة إلى القصص المصورة والمسرح والأوبرا والموسيقى وألعاب الفيديو.
يعتبر فيرن عمومًا مؤلفًا أدبيًّا كبيرًا في فرنسا ومعظم دول أوروبا، حيث كان له تأثير واسع على الأدبي الطليعية وعلى السريالية. تختلف سمعته بشكل ملحوظ في المناطق الناطقة بالإنجليزية، حيث كثيرا ما يوصف بكاتب أدب الخيال أو أدب الأطفال، بسبب الترجمة المختصرة لرواياته التي تم طباعتها من جديد. وقد تحسنت سمعته الأدبية منذ ثمانينيات القرن العشرين.
يُعد جول فيرن ثاني أكثر كاتب تترجم رواياته في العالم منذ عام 1979، وكان ترتيبه بعد أجاثا كريستي وقبل وليام شكسبير؛ يلقب أحيانًا بـ "أبو الخيال العلمي"، وهو لقب أُطلق أيضًا على هربرت جورج ويلز وهوغو جيرنزباك. في عقد 2010، كان المؤلف الفرنسي الأكثر ترجمة في العالم. وفي فرنسا، أُعلن عام 2005 "عام جول فيرن" بمناسبة الذكرى المئوية لوفاة الكاتب.

## حياته
ولد جول فيرن في جزيرة فيدو قرب نانت في فرنسا. ونشأ هناك على حب البحر والتلذذ بروايات البحارة القادمين إلى البر عبر المرفأ المجاور. كان والد جول، بيير فيرن، قاسيا وانضباطيا إلى أقصى الحدود فما كان من الفتى - وهو في الحادية عشرة من العمر- إلا أن حاول الهرب ملتحقا كبحار بإحدى السفن، ولكن والده علم بأمر واسترده من القبطان وشدد مراقبته عليه فاضطر الفتى -كما اعترف لاحقا- إلى حصر أسفاره بالخيال ومن ثم تدوينها على الورق. حين أنهى جول دراسته في نانت أرسله والده إلى باريس كي يدرس المحاماة، المهنة التي اختارها له رغما عنه، وهناك كان جول ينفق كل ما تيسر له من النقود في شراء القصص. في 1857 اقترن جول بأرملة شابة كانت في نفس الوقت أما لطفلين، وكي يتمكن الشاب من تأمين قوت عائلته عمل كمحاسب وراح يستغل أوقات فراغه في كتابة القصص القصيرة والمسرحيات. بعد ستة اعوام من ذلك كتب فيران أولى رواياته:(خمسة أسابيع في منطاد) ولاقى صعوبة قبولها لدى الناشرين أول مرة. لكن أحدهم قبلها أخيرا فلاقت عند صدورها نجاحا لم يكن بالحسبان. بعد هذا اشتهر جول فيرن وتابع الأبداع فصدرت له روايات أخرى مثل (من الأرض إلى القمر)، (عشرون ألف فرسخ تحت الماء)، أشهر رواياته على الإطلاق، (ميشيل ستروغوف)، (الجزيرة الغامضة)، (حول العالم في ثمانين يوم).
لكن قيمة جول فيرن الأدبية تكمن قبل كل شيء في كونه أول كاتب للخيال العلمي الحديث، فهو في رائعته (من الأرض إلى القمر) تنبأ بأطلاق ثلاثة رواد إلى القمر تماما كماحصل بعد ذلك بقرن تقريبا حين أصبح الرائد الفضائي نيل آرمسترونج أول إنسان يطأ سطح القمر. وفيرن أيضا تكلم عن الكهرباء والغواصات والاختراعات الحديثة قبل أن تدخل حيز الوجود بعشرات السنين.

## شبابه
كان جول فيرن (Jules Verne) من خمس أطفال- تشمل أخوه بول (Paul) وثلاث شقيقات: آنا (Anna)، ماتيلدا (Mathilde)، ماري (Marie). أقام في برا (Brains).
في 1839م عندما بلغ الحادية عشر من العمر، أبحر جول الصغير في رحلة طويلة إلى الهند، استطاع والده إرجاعه في (Paimbœuf)، واعترف جول أنه ذهب ليحضر عقد مرجاني لقريبته كارولين (Caroline Tronson) التي كان يحبها. وعندئذ وبّخه والده بشدة. ووعد أن لا يكون هناك مزيد من الرحلات إلا في الأحلام.
ولكن هذا لم يكن إلا اختلاق صغير ليوهم العائلة، ففي مذكرات طفولته وشبابه لم يكن إلا هارب على متن إحدى السفن، يستكشف السفينة ومقودها.
درس البلاغة والفلسفة في مدرسة في نانت، ودرس الحقوق بعد أن أنهى البكالوريا ولكنه رفض أن يخلف أباه في مهنة المحاماة. بدأ في كتابة القصائد، وأدخل التراجيديا في الشعر، أنهى دراسته في الحقوق في باريس في نوفمبر 1848. كان لديه اهتمام بالمسرح، وكانت تربطه علاقة معرفة بالكاتب والروائي ألكسندر دوما (Alexandre Dumas)، الذي وافق على عرض مسرحيته (Les Pailles rompues) في عام 1850م، على مسرح (Théâtre-historique), حيث عرضت مرتين فقط، بالرغم من النجاح الكبير الذي حققه هذا العمل. كان كثير التردد على المكتبة الوطنية، جُذب للعلم والاكتشافات الجديدة وأخذ يقرأ عنها بالإضافة للقديم كالمستكشف جاك آرغو (Jacques Arago)، الذي كان كفيف.
أصدر أولى أعماله في مجلة (Le Musée des familles):
- أولى السفُن في بحرية المكسيك (Les Premiers navires de la marine mexicaine) عام 1851م.
- دراما في الأجواء (Un Drame dans les airs) عام 1852م.

عين جول فيرن كسكرتير في مسرح (Théâtre-lyrique), وأصدر:
- مارتين باز (Martin Paz).
- السيد زاشارو (Maître Zacharius).
- قصور كاليفورنيا (Les Châteaux en Californie).
- والشتاء في الجليد Un Hivernage dans les glaces.
- استغماية (colin-maillard).

وكتب أوبريت بمساعدة صديقة ميشيل كاري (Carré Michel)، والموسيقى لـ أريستيد إينيارد (Aristide Hignard), مُثلت في عام 1853م، ولاقى الأوبريت نجاح باهر مع أربعين عرض، وتوفي في سنة 1905 بمرض السكري.

## موضوعاته
أغلب موضوعات هذه الأعمال الأدبية التي تخصص فيها، كانت تدور حول المخترعات العلمية التي ظهرت خلال القرن التاسع عشر، بالإضافة إلى المخترعات الخيالية التي كان يتنبأ بها ويتوقع ظهورها لخدمة الإنسانية. ومن المعروف أن الإعمال الأدبية التي تدور حول المخترعات، أو حول الرحلات، أو حول المغامرات المثيرة
تعتبر توليفة محبوبة وجذابة للقراء.

## رحلاته الاستكشافية
في عام 1862، قدم جول فيرن للناشر بيير-جول (Pierre-Jules Hetzel), روايته خمس أسابيع في منطاد (Cinq semaines en ballon)، التي ظهرت في عام 1863م، ولاقت نجاح هائل من قِبل الفرنسين، وعندئذ وقع الناشر بيير-جول عقدًا لمدة عشرين سنة للنشر معه. فالتزم بتزويدهم بالروايات خاصةً مجلة (le Magasin d'éducation et de récréation destinée) الشبابية. وفي هذه المجلة نُشرت مغامرات الكابتن أتورا (les Aventures du capitaine Hatteras) التي ظهرت سابقاً في رواية.
ولقد عمل فارن خلال أربعين عام في رحلات استكشافية، التي نشرت في أربعة وخمسون كتاباً في عام 1863م، وكتب أيضاً باريس في القرن العشرين والتي لم تظهر إلا في عام 1994م.
وفي عام 1864م، خصص جول فارن عمل لـ إدجار بو – عمل يختص بـ إدجار بو وأعماله-، وبعدما نشر مغامرات الكابتن أتورا ورحلة لمركز الأرض (Voyage au centre de la Terre)، ترك وظيفته كعامل مصرفي، وانتقل إلى اوتاي (Auteuil). في 16 مارس 1867م برفقة أخوه بول، ابحر على متن (Great Eastern) إلى ليفربول متجهاً للولايات المتحدة، واستخلص من رحلته هذه رواية المدينة العائمة (Une ville flottante) في عام 1870م. اشترى جول فيرن مركبه سان ميشيل في عام 1868م، وزورق صيد اٌعد للتسلية.
بالرغم من نشوب حرب 1870م إلا أن جول فيرن لم يتوقف عن الكتابة، وانتقل لمدينة أميان، مسقط رأس زوجته في عام 1872م. نشر حول العالم في ثمانين يوم (Le Tour du monde en quatre-vingts jours), واشترى مركبه سان ميشيل الثاني (Saint-Michel II) في عام 1874م.
في عام 1877م أقام حفلة تنكرية مترفة في أميان بمشاركة صديقه نادار الذي صاغ منه شخصية ميشيل اردا (Michel Ardan) بطل روايتيه من الأرض إلى القمر (De la Terre à la Lune) وحول القمر (Autour de la lune). من يونيو إلى أغسطس عام 1878م أبحر جول فيرن من لشبونة إلى الجزائر على متن مركبه سان ميشيل الثالث (Saint-Michel III), ثم إلى اسكتلندا ثم النرويج ثم بعد ذلك أيرلندا في عام 1880م. وعمل أيضاً جولة كبيرة في البحر الأبيض المتوسط برفقة زوجته عام 1884م.

### سنواته الأخيرة
توفي فيرن في أول القرن الذي تحققت فيه كل تنبؤاته.
في عام 1886م أتى جاستون (Gaston) ابن أخ جول فارن، وطلب منه مال، وأطلق عليه رصاصتين من مسدسه، الأولى أخطاته ولكن الثانية أصابته في ساقه، وأصبح بعد ذلك أعرج. في عام 1888م اُنتُخِب كعضو في المجلس البلدي – يساري معتدل- في أميان وخدم فيه خمسة عشر سنة. وفي عام 1900م اُصيِب بـ الماء الأزرق في عينه «تكثف في عدسة العين يمنع الإبصار».
في بداية عام 1903م ترأس جماعة الإسبيرانتو في أميان، وكان مدافعًا جيدًا عن هذه اللغة العالمية الجديدة، ووعد أصدقائه عن كتابة رواية تصف أهمية لغة الإسبيرانتو ولكنه توفي قبل أن يُكملها، فأخذ ابنه ميشيل المسودة وأكملها، ولكن الشكل النهائي للرواية (L'Etonnante Aventure de la mission Barsac) لم يكن يشير إلى الإسبيرانتو...
في عام 1905م اُصيِب بـ مرض السكر، وتوفي يوم 24مارس من نفس السنة في منزله قلعة لونغوفيل (boulevard Longueville) وهي تُدعى اليوم بقلعة جول فارن (boulevard Jules-Verne). العديد من كتب جول فيرن نُشرت بعد وفاته، عن طريق ابنه ميشيل الذي أخذ على عاتقه مسؤولية تنقيح مخطوطات اليد ونشرها.

## أعماله
| الرواية بالعربي                                      | تاريخ النشر | بالفرنسي                                                              | بالانجليزي                                                            | نوعها     | ملاحظة                                |
| ---------------------------------------------------- | ----------- | --------------------------------------------------------------------- | --------------------------------------------------------------------- | --------- | ------------------------------------- |
| دراما في المكسيك                                     | 1851        | Un drame au Mexique                                                   | A Drama in Mexico                                                     | قصة قصيرة |                                       |
| دراما في الهواء                                      | 1851        | Un drame dans les airs                                                | A Drama in the Air                                                    | قصة قصيرة |                                       |
| سيد زاخريوس                                          | 1854        | Maître Zacharius ou l'Horloger qui avait perdu son âme                | :Master Zacharius                                                     | قصة قصيرة | وتسمى أيضا صانع الساعات الذي خسر روحه |
| شتاء في الجليد                                       | 1855        | Un hivernage dans les glaces                                          | A Winter amid the Ice                                                 | قصة قصيرة |                                       |
| خمسة أسابيع في منطاد                                 | 1863        | Cinq semaines en ballon                                               | Five Weeks in a Balloon                                               | استثنائية |                                       |
| رحلة إلى مركز الأرض                                  | 1864        | Voyage au centre de la Terre                                          | A Journey to the Center of the Earth                                  | استثنائية |                                       |
| الكونت شانتلين                                       | 1864        | Le Comte de Chanteleine                                               | The Count of Chanteleine                                              | قصة قصيرة |                                       |
| من الأرض إلى القمر                                   | 1865        | De la Terre à la Lune                                                 | From the Earth to the Moon                                            | استثنائية |                                       |
| مغامرات الكابتن أتورا                                | 1867        | Les Aventures du capitaine Hatteras                                   | The Adventures of Captain Hatteras                                    | استثنائية |                                       |
| أطفال الكابتن جرانت                                  | 1868        | Les Enfants du capitaine Grant                                        | In Search of the Castaways                                            | استثنائية |                                       |
| عشرون ألف فرسخ تحت الماء                             | 1870        | Vingt mille lieues sous les mers                                      | Twenty Thousand Leagues Under the Sea                                 | استثنائية |                                       |
| حول القمر                                            | 1870        | Autour de la Lune                                                     | Around the Moon                                                       | استثنائية |                                       |
| المدينة العائمة                                      | 1871        | Une ville flottante                                                   | A Floating City                                                       | استثنائية |                                       |
| حصار العدائين                                        | 1871        | Les Forceurs de blocus                                                | The Blockade Runners                                                  | قصة قصيرة |                                       |
| تجارب دكتور أوكس                                     | 1872        | Une fantaisie du docteur Ox                                           | Dr. Ox's Experiment                                                   | قصة قصيرة |                                       |
| مغامرات ثلاثة رجال إنجليز وثلاثة روس في جنوب أفريقيا | 1872        | Aventures de trois Russes et de trois Anglais dans l'Afrique australe | The Adventures of Three Englishmen and Three Russians in South Africa | استثنائية |                                       |
| حول العالم في ثمانين يوم                             | 1873        | Le Tour du monde en quatre-vingts jours                               | Around the World in Eighty Days                                       | استثنائية |                                       |
| بلاد الفراء                                          | 1873        | Le Pays des fourrures                                                 | The Fur Country                                                       | استثنائية |                                       |
| دكتور أوكس                                           | 1874        | Le Docteur Ox                                                         | Doctor Ox                                                             | تجميع     |                                       |
| الجزيرة الغامضة                                      | 1874-1875   | L'Île mystérieuse                                                     | The Mysterious Island                                                 | استثنائية |                                       |
| المستشار                                             | 1875        | Le Chancellor                                                         | The Survivors of the Chancellor                                       | استثنائية |                                       |
| مارتن باز                                            | 1875        | Martin Paz                                                            | Martin Paz                                                            | قصة قصيرة |                                       |
| المدينة المثالية                                     | 1875        | Une ville idéale                                                      | An Ideal City                                                         | قصة قصيرة |                                       |
| ميشيل ستروغوف                                        | 1876        | Michel Strogoff                                                       | Michael Strogoff                                                      | استثنائية |                                       |
| رحلة على مذنب                                        | 1877        | Hector Servadac                                                       | Off on a Comet                                                        | استثنائية |                                       |
| جزر الهند السوداء                                    | 1877        | Les Indes noires                                                      | The Child of the Cavern                                               | استثنائية |                                       |
| قبطان في الخامسة عشر                                 | 1878        | Un capitaine de quinze ans                                            | Dick Sand, A Captain at Fifteen                                       | استثنائية |                                       |
| ثروة البيجوم                                         | 1879        | Les Cinq Cents Millions de la Bégum                                   | The Begum's Fortune / The Begum's Millions                            | استثنائية |                                       |
| متمردي السفينة باونتى                                | 1879        | Les Révoltés de la Bounty                                             | The Mutineers of the Bounty                                           | قصة قصيرة |                                       |
| محن صيني في الصين                                    | 1879        | Les Tribulations d'un Chinois en Chine                                | Tribulations of a Chinaman in China                                   | استثنائية |                                       |
| بيت البخار                                           | 1880        | La Maison à vapeur                                                    | The Steam House                                                       | استثنائية |                                       |
| عشر ساعات صيد                                        | 1881        | Dix heures en chasse                                                  | Ten Hours Hunting                                                     | قصة قصيرة |                                       |
| ثمانمائة فرسخ على الأمازون                           | 1881        | La Jangada                                                            | Eight Hundred Leagues on the Amazon                                   | استثنائية |                                       |
| غودفري مورغان                                        | 1882        | L'École des Robinsons                                                 | Godfrey Morgan                                                        | استثنائية |                                       |
| الشعاع الأخضر                                        | 1882        | Le Rayon vert                                                         | The Green Ray                                                         | استثنائية |                                       |
| كيرابان العنيد                                       | 1883        | Kéraban-le-Têtu                                                       | Kéraban the Inflexible                                                | استثنائية |                                       |
| نجمة الجنوب                                          | 1884        | L'Étoile du sud                                                       | The Vanished Diamond                                                  | استثنائية |                                       |
| الأرخبيل على النار                                   | 1884        | L'Archipel en feu                                                     | The Archipelago on Fire                                               | استثنائية |                                       |
| فريت فلاك                                            | 1884        | Frritt-Flacc                                                          | Frritt-Flacc                                                          | قصة قصيرة |                                       |
| ماثياس ساندورف                                       | 1885        | Mathias Sandorf                                                       | Mathias Sandorf                                                       | استثنائية |                                       |
| حطام سينثيا                                          | 1885        | L'Épave du Cynthia                                                    | The Waif of the Cynthia                                               | رواية     | كتبها بمساعدة صديقة اندري لاوري       |
| روبور الفاتح                                         | 1886        | Robur le Conquérant                                                   | Robur the Conqueror                                                   | استثنائية |                                       |
| تذكرة اليانصيب                                       | 1886        | Un billet de loterie                                                  | The Lottery Ticket                                                    | استثنائية |                                       |
| الشمال ضد الجنوب                                     | 1887        | Nord contre Sud                                                       | Texar's Revenge, or, North Against South                              | استثنائية |                                       |
| الطريق إلى فرنسا                                     | 1887        | Le Chemin de France                                                   | The Flight to France                                                  | استثنائية |                                       |
| جيل برلتار                                           | 1887        | Gil Braltar                                                           | Gil Braltar                                                           | قصة قصيرة |                                       |
| اجازة سنتين                                          | 1888        | Deux ans de vacances                                                  | Two Years' Vacation                                                   | استثنائية |                                       |
| عائلة بدون اسم                                       | 1889        | Famille-sans-nom                                                      | Family Without a Name                                                 | استثنائية |                                       |
| رأسا على عقب                                         | 1889        | Sans dessus dessous                                                   | The Purchase of the North Pole                                        | استثنائية |                                       |
| يوم صحفي أمريكي في 2889                              | 1889        | La Journée d'un journaliste américain en 2889                         | In the Year 2889                                                      | قصة قصيرة |                                       |
| قيصر كاسكابل                                         | 1890        | César Cascabel                                                        | César Cascabel                                                        | استثنائية |                                       |
| السيدة برانيكا                                       | 1891        | Mistress Branican                                                     | Mistress Branican                                                     | استثنائية |                                       |
| مغامرات عائلة الجرذ                                  | 1891        | La Famille Raton                                                      | Adventures of the Rat Family                                          | قصة قصيرة |                                       |
| قلعة كاربات                                          | 1892        | Le Château des Carpathes                                              | The Carpathian Castle                                                 | استثنائية |                                       |
| كلوديوس بومبارنا                                     | 1892        | Claudius Bombarnac                                                    | Claudius Bombarnac                                                    | استثنائية |                                       |
| اللقيط ميك                                           | 1893        | P'tit-Bonhomme                                                        | Foundling Mick                                                        | استثنائية |                                       |
| السيد ريديز والآنسة ميل ميبيمو                       | 1893        | M. Ré-Dièze et Mlle Mi-Bémol                                          | Mr. Ray Sharp and Miss Me Flat                                        | قصة قصيرة |                                       |
| مغامرة غريبة للسيد انتيفير                           | 1894        | Mirifiques Aventures de maître Antifer                                | Captain Antifer                                                       | استثنائية |                                       |
| الجزيرة العائمة                                      | 1895        | L'Île à hélice                                                        | Propeller Island                                                      | استثنائية |                                       |
| مواجهة العلم                                         | 1896        | Face au drapeau                                                       | Facing the Flag                                                       | استثنائية |                                       |
| كلوفيس داردينتور                                     | 1896        | Clovis Dardentor                                                      | Clovis Dardentor                                                      | استثنائية |                                       |
| أبو الهول الجليدي                                    | 1897        | Le Sphinx des glaces                                                  | An Antarctic Mystery                                                  | استثنائية |                                       |
| اورينوكو الخارق                                      | 1898        | Le Superbe Orénoque                                                   | The Mighty Orinoco                                                    | استثنائية |                                       |
| وصية غريب الأطوار                                    | 1899        | Le Testament d'un excentrique                                         | The Will of an Eccentric                                              | استثنائية |                                       |
| الوطن الثاني                                         | 1900        | Seconde patrie                                                        | The Castaways of the Flag                                             | استثنائية |                                       |
| القرية اللطيفة                                       | 1901        | Le Village aérien                                                     | The Village in the Treetops                                           | استثنائية | نُشرت عام 1901 بعنوان الغابة الكبيرة   |
| قصص جان ماري كابيدولين                               | 1901        | Les Histoires de Jean-Marie Cabidoulin                                | The Sea Serpent                                                       | استثنائية |                                       |
| الأخوة كيب                                           | 1902        | Les Frères Kip                                                        | The Kip Brothers                                                      | استثنائية |                                       |
| منحة السفر                                           | 1903        | Bourses de voyage                                                     | Travel Scholarships                                                   | استثنائية |                                       |
| دراما في ليفونيا                                     | 1904        | Un drame en Livonie                                                   | A Drama in Livonia                                                    | استثنائية |                                       |
| سيد العالم                                           | 1904        | Maître du Monde                                                       | Master of the World                                                   | استثنائية |                                       |
| اجتياح البحر                                         | 1905        | L'Invasion de la mer                                                  | Invasion of the Sea                                                   | استثنائية |                                       |
| منارة في نهاية العالم                                | 1905        | Le Phare du bout du monde                                             | The Lighthouse at the End of the World                                | رواية     |                                       |
| البركان الذهبي                                       | 1906        | Le Volcan d'or                                                        | The Golden Volcano                                                    | رواية     |                                       |
| وكالة طومسون للسفر                                   | 1907        | L'Agence Thompson and Co                                              | The Thompson Travel Agency                                            |           |                                       |
| مطاردة النيزك                                        | 1908        | La Chasse au météore                                                  | The Chase of the Golden Meteor                                        | رواية     |                                       |
| قائد الدانوب                                         | 1908        | Le Pilote du Danube                                                   | The Danube Pilot                                                      | رواية     |                                       |
| الناجون من «جوناثان»                                 | 1909        | Les Naufragés du « Jonathan »                                         | The Survivors of the "Jonathan"                                       | رواية     |                                       |
| سر فيلهلم ستورتز                                     | 1910        | Le Secret de Wilhelm Storitz                                          | The Secret of Wilhelm Storitz                                         | رواية     | نُشرت فقط عام في 1985                  |
| الأمس والغد                                          | 1910        | Hier et demain                                                        | Yesterday and Tomorrow                                                | تجميع     |                                       |
| آدم الخالد                                           | 1910        | L'Éternel Adam                                                        | The Eternal Adam                                                      | قصة قصيرة |                                       |
| بعثة بارسكا                                          | 1919        | L'Étonnante Aventure de la mission Barsac                             | The Barsac Mission                                                    | رواية     |                                       |
| رحلة إلى إنجلترا وإسكتلندا                           | 1989        | Voyage en Angleterre et en Écosse                                     | Backwards to Britain                                                  | رواية     |                                       |
| باريس في القرن العشرين                               | 1994        | Paris au XXe siècle                                                   | Paris in the Twentieth Century                                        | رواية     |                                       |

## وصلات خارجية
- جول فيرن على موقع IMDb (الإنجليزية)
- جول فيرن على موقع ميتاكريتيك (الإنجليزية)
- جول فيرن على موقع الموسوعة البريطانية (الإنجليزية)
- جول فيرن على موقع روتن توميتوز (الإنجليزية)
- جول فيرن على موقع قاعدة بيانات الأفلام العربية
- جول فيرن على موقع ألو سيني (الفرنسية)
- جول فيرن على موقع ميوزك برينز (الإنجليزية)
- جول فيرن على موقع تيرنر كلاسيك موفيز (الإنجليزية)
- جول فيرن على موقع أول موفي (الإنجليزية)
- جول فيرن على موقع قاعدة بيانات برودواي على الإنترنت (الإنجليزية)
- جول فيرن  على قاعدة بيانات الخيال التأملي على الإنترنت